# Matthias John
Matthias John (ur. 11 grudnia 1978 w Erfurcie) – niemiecki kolarz torowy, brązowy medalista mistrzostw świata.

## Kariera
Największy sukces w karierze Matthias John osiągnął w 2005 roku, kiedy wspólnie ze Stefanem Nimke i René Wolffem wywalczył brązowy medal w sprincie drużynowym na mistrzostwach świata w Los Angeles. W tym samym roku wraz z Carstenem Bergemannem i Stefanem Nimke zwyciężył w zawodach Pucharu Świata w Moskwie. John jest ponadto wielokrotnym medalistą mistrzostw kraju, przy czym pięciokrotnie sięgał po złoty medal: w sprincie indywidualnym w 2006 i 2007 roku oraz w sprincie drużynowym w latach 2003, 2007 i 2008. Nigdy nie startował na igrzyskach olimpijskich.